# Ванчуляк Олег Ярославович
Олег Ярославович Ванчуляк — професор закладу вищої освіти кафедри судової медицини та медичного правознавства.

## Життєпис
Народився 10 квітня 1976 року в с. Лашківка, Кіцманського району, Чернівецької області.  
У 1999 році закінчив Буковинську державну медичну академію за спеціальністю “Лікувальна справа”.  
З 1999 по 2000 рік навчався в інтернатурі за спеціальністю “Судово-медична експертиза” при Київській медичній академії післядипломної освіти лікарів ім. П.Л. Шупика.  
Після закінчення інтернатури з липня 2000 року був зарахований на посаду лікаря-судово-медичного експерта, з вересня 2001 року переведений на посаду асистента кафедри патологічної анатомії та судової медицини Буковинської державної медичної академії.  
З травня 2009 року переведений на посаду доцента Буковинського державного медичного університету.  
З вересня 2018 року переведений на посаду професора кафедри.  
Кандидат медичних наук (2007), доцент (2011), доктор медичних наук (2017), професор (2020). 

## Наукова діяльність
Автор більше 260-ти наукових праць, 37-ми винаходів та раціоналізаторських пропозицій, співавтор 7-ми монографій, 3-х навчальних посібників та інформаційного листа про нововведення в сфері охорони здоров’я. 
Керує підготовкою 2 робіт на здобуття ступеня доктора філософії. 
Виконавець науково-дослідних робіт: «Експертна діагностика змін біологічних тканин та середовищ людини за морфологічними та лабораторними показниками у вирішенні актуальних питань судово-медичної науки та практики», «Діагностика давності настання смерті та ушкоджень людини, визначення механізму та прижиттєвості їх утворення сучасними морфологічними та фізичними методами для вирішення нагальних завдань правоохоронних органів та слідства». 
Заступник головного редактора фахового видання категорії В «Судово-медична експертиза».

## Громадська діяльність
Член президії Чернівецького обласного осередку Асоціації судових медиків України. 
Член Міжнародної академії судової медицини (International Academy of Legal Medicine) та Східно-Європейської асоціації судових медиків.
Викладацьку діяльність поєднує із роботою в ДСУ «Чернівецьке обласне бюро судово-медичної експертизи».

## Нагороди та відзнаки
За період трудової діяльності неодноразово був нагороджений:
Грамотами: 
- адміністрації університету, 
- департаменту охорони здоров’я Чернівецької обласної державної адміністрації (2015 р.), 
- Чернівецької міської ради (2011 р.), 
- Почесною грамотою Міністерства освіти і науки молоді та спорту України (2011 р.),
- Почесною медаллю МВС України «За сприяння органам внутрішніх справ України» (2010 р.),
- Орденом Української православної церкви «Святителя Миколая Чудотворця» (2011 р.),
- Орденом Покрова «Пресвятої Богородиці» (2018 р.),
- Орденом Святого Архістратига Михаїла,
- Орденом Святого Рівноапостольного князя Володимира Великого ІІІ-го ступеня,
- Почесною відзнакою Чернівецької обласної ради «За заслуги перед Буковиною» (2018 р.),
- Медаллю «За жертовність і любов до України» (2018 р.),
- Орденом Святого Рівноапостольного князя Володимира Великого ІІ-го ступеня (2019 р.),
- Орденом Хреста Спасителя (2019 р.),
- Грамотою Верховної Ради України (2017 р.).

За інноваційні розробки, під час міжнародної виставки «The XIV-th international exhibition of research, innovation and technological transfer «Inventica 2010» (Iasi, Romania)», в складі співавторів нагороджений золотою медаллю (2010 р.).

## Вибрані праці
- Trifonyuk, L., et al. "Differential Mueller matrix imaging of partially depolarizing optically anisotropic biological tissues." Lasers in Medical Science. 2020;35:877-91 [Архівовано 27 травня 2022 у Wayback Machine.]
- Borovkova, Mariia, et al. "Mueller-matrix-based polarization imaging and quantitative assessment of optically anisotropic polycrystalline networks." PloS one 14.5 (2019): e0214494 [Архівовано 27 травня 2022 у Wayback Machine.]
- Peyvasteh, Motahareh, et al. "3D Mueller-matrix-based azimuthal invariant tomography of polycrystalline structure within benign and malignant soft-tissue tumours." Laser Physics Letters. 2020;17(11):9 115606